# Губкино (Рязанская область)
Губкино — село Спасского района Рязанской области, входит в состав Собчаковского сельского поселения.

## География
Расположено в 11 км на север от центра поселения села Собчаково и в 30 км на северо-запад от районного центра города Спасск-Рязанский.

## История
Губкино в качестве села упоминается в Пронских приправочных книгах 1597-98 годов. В писцовых книгах 1628-29 годов в селе показана церковь Успения Пресвятой Богородицы. В 1766 году устроена была настоящая церковь в честь Успения Божьей Матери. В 1811 году церковь в селе Лысцове велено было упразднить, а прихожан причислить в село Губкино. В 1836 году деревянная церковь в селе была перестроена на средства помещицы Варвары Николаевны Дубовицкой . 
В XIX — начале XX века село входило в состав Троицкой волости Спасского уезда Рязанской губернии. В 1906 году в селе было 29 дворов.
С 1929 года село входило в состав Дубовического сельсовета Спасского района Рязанского округа Московской области, с 1937 года — в составе Рязанской области, с 1957 года — в составе Собчаковского сельсовета, с 2005 года — в составе Собчаковского сельского поселения.

## Население
| 1859 | 1906 | 2010 |
| ---- | ---- | ---- |
| 120  | ↗233 | ↘7   |